# 望月一頼
望月 一頼（もちづき かずより、1961年11月20日 - ）は、静岡県静岡市出身の元サッカー選手 (GK)、サッカー指導者（JFA 公認S級コーチ）。筑波大学卒業。

## 来歴
清水東高出身。同期に大木武、二年先輩に内山篤、一年後輩に内田一夫、二年後輩に反町康治や望月達也・沢入重雄らがいる。1977年高1時、高校では控え選手だったが偶然松本育夫日本ユース代表監督の目にとまり、地元開催の1979 FIFAワールドユース選手権に出場するユース日本代表に選出されるも、最終的には本選出場選手に選ばれなかった。
高校卒業後、筑波大学に進学した。一年先輩に松田浩、同期に風間八宏・鈴木淳、一年後輩に小野剛がいる。4年時にはキャプテンも務めた。
大学を卒業後、1984年にマツダへ入社、マツダSCでゴールキーパーとして入団する。1986年のディド・ハーフナーの加入のため結局レギュラーになれず、公式戦出場はまったくなかった。1988年に現役引退。
その後は同チームやサンフレッチェ広島のGKコーチを歴任する。
既にコーチになっていたJリーグ初期の1992年から1994年、GKの層が薄かった関係で選手登録された。ちなみに、ベンチ入りメンバーに入ったことがあるが、出場はない。また、このころにJFA 公認S級コーチライセンスを取得。1997年、エディ・トムソンに監督が変わるとコーチに就任し、トム・セルマーニと共にトムソン監督の参謀となった。
1998年11月、フィリップ・トルシエ監督率いるサッカー日本代表にGKコーチとしてスタッフ入りし、ワールドユースナイジェリア大会やシドニーオリンピック、アジアカップ2000などの試合でチームを支えた。
2001年、サンフレッチェ広島フロントの強い要望により、広島GKコーチに復帰する。
GKコーチとして働いていた2006年4月に、チームの成績不振による小野剛監督の辞任に伴い、ドイツW杯開催によるJリーグ中断期間までの監督に就任する。たった2ヶ月間で劇的に立て直す時間はないとの判断から、5バックと中盤2人が常時自陣深くに引いて敵の攻撃を跳ね返し、自チームの攻撃は中盤を省略したロングボール一辺倒という、超守備的なサッカーを展開。その4試合すべてで先制点を挙げ、しかも2勝1分1敗で勝ち点7あげたことにより残留争いに優位に立った。当初「つまらないサッカー」との批判を浴びていたが、短期間でチームを立て直したことから、2006年の影の功労者として評価されている。
その後ミハイロ・ペトロヴィッチ監督の就任に伴いGKコーチに復帰する。
2012年からトップチームを離れ高橋真一郎の後任としてユースダイレクターに就任し、2013年から森山佳郎の後任としてユース監督に就任した。2014年末を持って退任し、アカデミー所属コーチとなった。

## 個人成績
| 国内大会個人成績 | 国内大会個人成績 | 国内大会個人成績 | 国内大会個人成績 | 国内大会個人成績 | 国内大会個人成績 | 国内大会個人成績 | 国内大会個人成績 | 国内大会個人成績 | 国内大会個人成績 | 国内大会個人成績 | 国内大会個人成績 |
| 年度             | クラブ           | 背番号           | リーグ           | リーグ戦         | リーグ戦         | リーグ杯         | リーグ杯         | オープン杯       | オープン杯       | 期間通算         | 期間通算         |
| 年度             | クラブ           | 背番号           | リーグ           | 出場             | 得点             | 出場             | 得点             | 出場             | 得点             | 出場             | 得点             |
| 日本             | 日本             | 日本             | 日本             | リーグ戦         | リーグ戦         | JSL杯/ナビスコ杯 | JSL杯/ナビスコ杯 | 天皇杯           | 天皇杯           | 期間通算         | 期間通算         |
| ---------------- | ---------------- | ---------------- | ---------------- | ---------------- | ---------------- | ---------------- | ---------------- | ---------------- | ---------------- | ---------------- | ---------------- |
| 1984             | マツダ           |                  | JSL2部           | 0                | 0                |                  |                  |                  |                  |                  |                  |
| 1985             | マツダ           |                  | JSL2部           | 0                | 0                |                  |                  |                  |                  |                  |                  |
| 1986-87          | マツダ           |                  | JSL1部           | 0                | 0                |                  |                  |                  |                  |                  |                  |
| 1987-88          | マツダ           |                  | JSL1部           | 0                | 0                |                  |                  |                  |                  |                  |                  |
| 1992             | 広島             | -                | J                | -                | -                | 0                | 0                | 0                | 0                | 0                | 0                |
| 1993             | 広島             | -                | J                | 0                | 0                | 0                | 0                | 0                | 0                | 0                | 0                |
| 1994             | 広島             | -                | J                | 0                | 0                | 0                | 0                | 0                | 0                | 0                | 0                |
| 通算             | 日本             | 日本             | J                | 0                | 0                | 0                | 0                | 0                | 0                | 0                | 0                |
| 通算             | 日本             | 日本             | JSL1部           | 0                | 0                |                  |                  |                  |                  |                  |                  |
| 通算             | 日本             | 日本             | JSL2部           | 0                | 0                |                  |                  |                  |                  |                  |                  |
| 総通算           | 総通算           | 総通算           | 総通算           | 0                | 0                |                  |                  |                  |                  |                  |                  |

## 監督成績
第1種
| 年度 | 所属 | クラブ | リーグ戦 | リーグ戦 | リーグ戦 | リーグ戦 | リーグ戦 | リーグ戦 | カップ戦   | カップ戦 |
| 年度 | 所属 | クラブ | 順位     | 試合     | 勝点     | 勝利     | 引分     | 敗戦     | ナビスコ杯 | 天皇杯   |
| ---- | ---- | ------ | -------- | -------- | -------- | -------- | -------- | -------- | ---------- | -------- |
| 2006 | J1   | 広島   | -        | 4        | 7        | 2        | 1        | 1        | -          | -        |

第2種